# Stadion GSE
Stadion GSE (gr. Στάδιο Γυμναστικός Σύλλογος Ευαγόρας, Stadion Towarzystwa Gimnastycznego Ewagoras) – stadion piłkarski w Famaguście, w Tureckiej Republice Cypru Północnego oraz Republice Cypryjskiej. Pojemność obiektu wynosi 10 000 widzów. Stadion pozostaje opuszczony i w złym stanie od 1974 roku, kiedy Turcja najechała wyspę Cypr i zajęła 37,6% jej powierzchni, w tym miasto Famagusta. Swoje mecze rozgrywały na nim drużyny: Anorthosis Famagusta i Nea Salamina Famagusta. 
Po lecie 1974 roku Anorthosis Famagusta korzystał z wielu stadionów piłkarskich na całym Cyprze, takich jak Stadion Dasaki, Stadion Miejski w Aradippou, Stadion Paralimni, Stadion Tsirio, stary Stadion GSZ i nowy Stadion Neo GSZ. W 1986 roku Anorthosis zbudował własny Stadion im. Andonisa Papadopulosa, znajdujący się w Larnace.
Podobnie Nea Salamina Famagusta korzystała ze stadionów GSZ, Dasaki, Tsirion, Anagennisi i Andonisa Papadopulosa. W 1991 roku klub zdołał wybudować własny Stadion Ammochostos na 5000 miejsc siedzących również w Larnace.